# Frédéric Fontang
Frédéric Fontang (Casablanca, 18 marzo 1970) è un allenatore di tennis ed ex tennista francese.

## Carriera

### Junior
Vince nel 1984 la seconda edizione del torneo Les Petits As.

### Professionista
In carriera ha vinto un titolo nel singolare, i Campionati Internazionali di Sicilia nel 1991. Nei tornei del Grande Slam ha ottenuto il suo miglior risultato raggiungendo il secondo turno nel singolare all'Open di Francia nel 1997.

## Statistiche

### Singolare

#### Vittorie (1)
| Numero | Anno              | Torneo                                        | Superficie  | Avversario in finale | Punteggio     |
| 1.     | 29 settembre 1991 | Campionati Internazionali di Sicilia, Palermo | Terra rossa | Emilio Sánchez       | 1-6, 6-3, 6-3 |

#### Finali perse (1)
| Numero | Anno          | Torneo                                                      | Superficie  | Avversario in finale   | Punteggio |
| 1.     | 4 agosto 1991 | Internazionali di Tennis di San Marino, Città di San Marino | Terra rossa | Guillermo Pérez Roldán | 3-6, 1-6  |